# 制动衰减
制动衰减（brake fade）指的是在反复使用制动之后，由于制动器温度不断升高而超过设计使用上限，导致制动效果减弱甚至失效的情形。在用摩擦力來進行制动的载具（包括汽車、卡車、摩托車、飛機及自行車等）都可能會有制动衰减的情形。